# Groot-Brittannië op de Olympische Zomerspelen 2000
Groot-Brittannië nam deel aan de Olympische Zomerspelen 2000 in Sydney, Australië. In vergelijking tot de vorige editie haalde het tien gouden medailles meer. Het totale aantal medailles nam met dertien toe. Hiermee werd de tiende plaats in het medailleklassement gehaald.

## Medailleoverzicht
| Sport            | Olympiër | Discipline                    | Medaille |
| ---------------- | --- | ----------------------------- | -------- |
| Atletiek         | Jonathan Edwards | hink-stap-springen (m)        | Goud     |
| Atletiek         | Denise Lewis | zevenkamp (v)                 | Goud     |
| Boksen           | Audley Harrison | +91kg (m)                     | Goud     |
| Moderne vijfkamp | Stephanie Cook | vrouwen                       | Goud     |
| Roeien           | James Cracknell Tim Foster Matthew Pinsent Steve Redgrave                                                                    | vier-zonder (m)               | Goud     |
| Roeien           | Louis Attrill Simon Dennis Rowley Douglas Luka Grubor Ben Hunt-Davis Andrew Lindsay Fred Scarlett Steve Trapmore Kieran West | acht (m)                      | Goud     |
| Schietsport      | Richard Faulds | dubbeltrap (m)                | Goud     |
| Wielersport      | Jason Queally | tijdrit (m)                   | Goud     |
| Zeilen           | Ben Ainslie | laser klasse                  | Goud     |
| Zeilen           | Iain Percy | finn klasse (m)               | Goud     |
| Zeilen           | Shirley Robertson | europe klasse (v)             | Goud     |
| Atletiek         | Darren Campbell | 200m (m)                      | Zilver   |
| Atletiek         | Steve Backley | speerwerpen (m)               | Zilver   |
| Judo             | Kate Howey | -70kg (v)                     | Zilver   |
| Kanovaren        | Paul Ratcliffe | K-1 slalom (v)                | Zilver   |
| Paardensport     | Jeanette Brakewell Pippa Funnell Leslie Law Ian Stark                                                                        | eventing team                 | Zilver   |
| Roeien           | Guin Batten Miriam Batten Katherine Grainger Gillian Lindsay                                                                 | dubbel-vier (m)               | Zilver   |
| Schietsport      | Ian Peel | trap (m)                      | Zilver   |
| Wielersport      | Chris Hoy Jason Queally | sprint (m)                    | Zilver   |
| Zeilen           | Ian Barker Simon Hiscocks | 49-er klasse                  | Zilver   |
| Zeilen           | Mark Covell Ian Walker | star klasse (m)               | Zilver   |
| Atletiek         | Katherine Merry | 400m (m)                      | Brons    |
| Atletiek         | Kelly Holmes | 800m (v)                      | Brons    |
| Badminton        | Simon Archer Joanne Goode | dubbelspel (g)                | Brons    |
| Kanovaren        | Tim Brabants | K-1 1000m (m)                 | Brons    |
| Moderne vijfkamp | Kate Allenby | vrouwen                       | Brons    |
| Wielersport      | Jonathon Clay Rob Hayles Paul Manning Chris Newton Bryan Steel Bradley Wiggins                                               | ploegenachtervolging (m)      | Brons    |
| Wielersport      | Yvonne McGregor | individuele achtervolging (v) | Brons    |

## Deelnemers en uitslagen per onderdeel

### Atletiek
| Olympiër                                                                      | Discipline               | Resultaat | Prestatie |
| ----------------------------------------------------------------------------- | ------------------------ | --------- | --- |
| Darren Campbell                                                               | 100m (m)                 | 6e        | serie 5: 1ste in 10,28 kwartfinale 5: 1ste in 10,21 halve finale 1: 3de in 10,19 finale: 6de in 10,13 |
| Dwain Chambers                                                                | 100m (m)                 | 4e        | serie 7: 2de in 10,38 kwartfinale 4: 1ste in 10,12 halve finale 1: 1ste in 10,14 finale: 4de in 10,08 |
| Jason Gardener                                                                | 100m (m)                 | 16e       | serie 10: 1ste in 10,38 kwartfinale 2: 4de in 10,27 |
| Darren Campbell                                                               | 200m (m)                 | Zilver    | serie 4: 2de in 20,71 kwartfinale 1: 1ste in 20,13 halve finale 2: 2de in 20,23 finale: 2de in 20,14 |
| Marlon Devonish                                                               | 200m (m)                 | 27e       | serie 5: 3de in 20,89 kwartfinale 4: 7de in 20,82 |
| Christian Malcolm                                                             | 200m (m)                 | 5e        | serie 8: 4de in 20,52 kwartfinale 3: 2de in 20,19 halve finale 1: 2de in 20,19 finale: 5de in 20,23 |
| Sean Baldock                                                                  | 400m (m)                 | 45e       | serie 7: 5de in 46,45 |
| Jamie Baulch                                                                  | 400m (m)                 | 47e       | serie 5: 7de in 46,52 |
| Daniel Caines                                                                 | 400m (m)                 | 10e       | serie 1: 2de in 45,39 kwartfinale 4: 3de in 45,37 halve finale 2: 5de in 45,55 |
| Andrew Hart                                                                   | 800m (m)                 | 44e       | serie 2: 6de in 1.48,78 |
| James McIlroy                                                                 | 800m (m)                 | 15e       | serie 1: 3de in 1.47,44 halve finale 1: 6de in 1.46,39 |
| Andrew Graffin                                                                | 1500m (m)                | 20e       | serie 3: 11de in 3.39,75 halv finale 1: 10de in 3.42,72 |
| John Mayock                                                                   | 1500m (m)                | 9e        | serie 1: 4de in 3.39,08 halve finale 2: 7de in 3.38,68 finale: 9de in 3.39,41 |
| Anthony Whiteman                                                              | 1500m (m)                | DNF       | serie 2: niet gefinisht |
| Kristen Bowditch                                                              | 5000m (m)                | 30e       | serie 1: 15de in 14.08,92 |
| Robert Denmark                                                                | 10000m (m)               | 28e       | serie 1: 13de in 28.43,74 |
| Andres Jones                                                                  | 10000m (m)               | 23e       | serie 1: 9de in 28.11,20 |
| Karl Keska                                                                    | 10000m (m)               | 7e        | serie 2: 6de in 27.48,29 finale: 7de in 27.44,09 |
| Damien Greaves                                                                | 110m horden (m)          | 29e       | serie 5: 7de in 14,01 kwartfinale 1: 8ste in 14,08 |
| Colin Jackson                                                                 | 110m horden (m)          | 5e        | serie 6: 1ste in 13,38 kwartfinale 4: 1ste in 13,27 halve finale 2: 3de in 13,34 finale: 5de in 13,28 |
| Tony Jarrett                                                                  | 110m horden (m)          | DSQ       | serie 1: gediskwalificeerd |
| Anthony Borsumato                                                             | 400m horden (m)          | 32e       | serie 6: 5de in 50,73 |
| Matt Douglas                                                                  | 400m horden (m)          | 19e       | serie 7: 3de in 49,62 halve finale 3: 6de in 49,53 |
| Christopher Rawlinson                                                         | 400m horden (m)          | 13e       | serie 5: 1ste in 51,30 halve finale 2: 6de in 49,25 |
| Justin Chaston                                                                | 3000m steeplechase (m)   | 19e       | serie 3: 7de in 8.31,01 |
| Christian Stephenson                                                          | 3000m steeplechase (m)   | 32e       | serie 1: 10de in 8.46,66 |
| Dwain Chambers Allyn Condon Marlon Devonish Jason Gardener                    | 4x100m (m)               | DSQ       | serie 1: gediskwalificeerd |
| Jamie Baulch Daniel Caines Jared Deacon Iwan Thomas                           | 4x400m (m)               | 6e        | serie 1: 2de in 3.04,35 halve finale 2: 2de in 3.01,35 finale: 6de in 3.01,22 |
| Jon Brown                                                                     | marathon (m)             | 4e        | 2:11.17 |
| Keith Cullen                                                                  | marathon (m)             | 19e       | 2:16.59 |
| Mark Steinle                                                                  | marathon (m)             | 56e       | 2:24.42 |
| Chris Maddocks                                                                | 50km snelwandelen (m)    | 39e       | 4:52.12 |
| Onochie Achike                                                                | hink-stap-springen (m)   | 5e        | kwalificatie groep A: 1ste met 17,30m finale: 5de met 17,29m |
| Jonathan Edwards                                                              | hink-stap-springen (m)   | Goud      | kwalificatie groep A: 2de met 17,08m finale: 1ste met 17,71m |
| Phillips Idowu                                                                | hink-stap-springen (m)   | 6e        | kwalificatie groep B: 1ste met 17,12m finale: 6de met 17,08m |
| Benjamin Challenger                                                           | hoogspringen (m)         | 27e       | kwalificatie groep A: 13de met 2,15m |
| Kevin Hughes                                                                  | polsstokhoogspringen (m) | 16e       | kwalificatie groep B: 9de met 5,55m |
| Mark Proctor                                                                  | kogelstoten (m)          | 31e       | kwalificatie groep B: 15de met 18,49m |
| Glen Smith                                                                    | discuswerpen (m)         | 38e       | kwalificatie groep B: 19de met 56,22m |
| Robert Weir                                                                   | discuswerpen (m)         | 28e       | kwalificatie groep A: 13de met 60,01m |
| Steve Backley                                                                 | speerwerpen (m)          | Zilver    | kwalificatie groep B: 3de met 83,74m finale: 2de met 89,85m |
| Michael Hill                                                                  | speerwerpen (m)          | 11e       | kwalificatie groep B: 6de met 82,24m finale: 11de met 81,00m |
| Nick Nieland                                                                  | speerwerpen (m)          | 13e       | kwalificatie groep A: 7de met 82,12m |
| Dean Macey                                                                    | tienkamp (m)             | 4e        | 903 punten, 100 m (10,81, 6e) 1002 punten, verspringen (7,77 m, 1e) 766 punten, kogelstoten (14,62 m, 15e) 887 punten, hoogspringen (2,09, 3e) 988 punten, 400 m (46,41, 1e) 907 punten, 110 m horden (14,53, 15e) 733 punten, discuswerpen (43,37 m, 12e) 849 punten, polsstokhoogspringen (4,80 m, 14e) 744 punten, speerwerpen (60,38 m, 13e) 788 punten, 1500 m (4.23,45, 4e) 8567 punten |
|                                                                               |                          |           | |
| Joice Maduaka                                                                 | 100m (v)                 | 32e       | serie 1: 5de in 11,51 |
| Shani Anderson                                                                | 100m (v)                 | 36e       | serie 6: 5de in 11,55 |
| Marcia Richardson                                                             | 100m (v)                 | 41e       | serie 7: 4de in 11,62 |
| Samantha Davies                                                               | 200m (v)                 | 21e       | serie 6: 5de in 23,36 kwartfinale 2: 7de in 23,20 |
| Joice Maduaka                                                                 | 200m (v)                 | 28e       | serie 7: 5de in 23,36 kwartfinale 1: 7de in 23,57 |
| Allison Curbishley                                                            | 400m (v)                 | 24e       | serie 6: 4de in 52,20 kwartfinale 3: 7de in 52,50 |
| Donna Fraser                                                                  | 400m (v)                 | 4e        | serie 8: 3de in 52,33 kwartfinale 4: 3de in 50,77 halve finale 2: 4de in 50,21 finale: 4de in 49,79 |
| Katharine Merry                                                               | 400m (v)                 | Brons     | serie 5: 1ste in 51,61 kwartfinale 2: 1ste in 50,50 halve finale 1: 2de in 50,32 finale: 3de in 49,72 |
| Kelly Holmes                                                                  | 800m (v)                 | Brons     | serie 4: 1ste in 2.01,76 halve finale 2: 2de in 1.58,45 finale: 3de in 1.56,80 |
| Diane Modahl                                                                  | 800m (v)                 | 21e       | serie 5: 5de in 2.02,41 |
| Kelly Holmes                                                                  | 1500m (v)                | 7e        | serie 2: 3de in 4.10,38 halve finale 1: 4de in 4.05,35 finale: 7de in 4.08,02 |
| Helen Pattinson                                                               | 1500m (v)                | 18e       | serie 1: 6de in 4.08,80 halve finale 2: 9de in 4.09,60 |
| Hayley Tullett                                                                | 1500m (v)                | 11e       | serie 3: 3de in 4.10,58 halve finale 1: 3de in 4.05,34 finale: 11de in 4.22,29 |
| Jo Pavey                                                                      | 5000m (v)                | 12e       | serie 1: 2de in 15.08,82 finale: 12de in 14.58,27 |
| Andrea Whitcombe                                                              | 5000m (v)                | 41e       | serie 2: 15de in 16.15,82 |
| Paula Radcliffe                                                               | 10000m (v)               | 4e        | serie 2: 6de in 32.34,73 finale: 4de in 30.26,97 |
| Diane Allahgreen                                                              | 100m horden (v)          | 19e       | serie 4: 5de in 13,11 kwartfinale 3: 8ste in 13,22 |
| Natasha Danvers                                                               | 400m horden (v)          | 8e        | serie 2: 3de in 55,68 halve finale 1: 3de in 54,95 finale: 8ste in 55,00 |
| Sinead Dudgeon                                                                | 400m horden (v)          | 24e       | serie 1: 4de in 57,82 |
| Keri Maddox                                                                   | 400m horden (v)          | 22e       | serie 5: 5de in 57,44 |
| Shani Anderson Samantha Davies Joice Maduaka Marcia Richardson Sarah Wilhelmy | 4x100m (v)               | 9e        | serie 2: 4de in 43,26 halve finale 2: 5de in 43,19 |
| Allison Curbishley Natasha Danvers Donna Fraser Helen Frost Katharine Merry   | 4x400m (v)               | 6e        | serie 2: 1ste in 3.25,28 finale: 6de in 3.25,67 |
| Marian Sutton                                                                 | marathon (v)             | 26e       | 2:34.33 |
| Lisa Kehler                                                                   | 20km snelwandelen (v)    | 33e       | 1:37.47 |
| Jo Wise                                                                       | verspringen (v)          | 13e       | kwalificatie groep B: 6de met 6,59m |
| Ashia Hansen                                                                  | hink-stap-springen (v)   | 11e       | kwalificatie groep A: 2de met 14,29m finale: 11de met 13,44m |
| Janine Whitlock                                                               | polsstokhoogspringen (v) | 20e       | kwalificatie groep A: 10de met 4,15 m |
| Judith Oakes                                                                  | kogelstoten (v)          | 13e       | kwalificatie groep B: 6de met 17,81m |
| Lorraine Shaw                                                                 | kogelslingeren (v)       | 9e        | kwalificatie groep A: 6de met 63,21m finale: 9de met 64,27m |
| Denise Lewis                                                                  | zevenkamp (v)            | Goud      | 1090 punten, 100 m horden (13,23, 2e) 916 punten, hoogspringen (1,75 m, 13e) 898 punten, kogelstoten (15,55 m, 1e) 948 punten, 200 m (24,34, 8e) 1001 punten, verspringen (6,48, 3e) 864 punten, speerwerpen (50,19 m, 2e) 867 punten, 800 m (2.16,83, 14e) 6584 punten |

### Badminton
| Olympiër                       | Discipline     | Resultaat | Prestatie |
| ------------------------------ | -------------- | --------- | --- |
| Peter Knowles                  | enkelspel (m)  | 17e       | 1ste ronde: vrij 2de ronde: V van MAS Hock: 5-15, 15-12, 3-15 |
| Richard Vaughan                | enkelspel (m)  | 9e        | 1ste ronde: W van THA Ponsana: 15-8, 15-12 2de ronde: W van SWEWengberg: 15-8, 15-4 3de ronde: V van CHN Sun: 10-15, 8-15 |
| Julian Robertson Peter Knowles | dubbelspel (m) | 9e        | 1ste ronde: W van MRI Constantin/Clarisse: 15-6, 15-10 2de ronde: V van KOR Lee/Yoo: 4-15, 8-15 |
| Simon Archer Nathan Robertson  | dubbelspel (m) | 5e        | 1ste ronde: vrij 2de ronde: W van POL Logosz/Mateusiak: 15-1, 15-10 kwartfinale: V van INA Gunawan/Wijaya: 13-15, 11-15 |
|                                |                |           | |
| Julia Mann                     | enkelspel (m)  | 9e        | 1ste ronde: W van MRI Sawaram: 11-0, 11-0 2de ronde: W van SLO Pohar: 11-4, 11-7 3de ronde: V van JPN Mizui: 9-11, 5-11 |
| Kelly Morgan                   | enkelspel (m)  | 9e        | 1ste ronde: W van IND Popat: 5-11, 11-7, 11-2 2de ronde: W van HKG Koon: 8-11, 11-3, 11-1 3de ronde: V van DEN Martin: 7-11, 3-11 |
| Sarah Hardaker Joanne Davies   | dubbelspel (v) | 9e        | 1ste ronde: W van IND Lomban/Elysa: 15-13, 15-11 2de ronde: V van KOR Ra/Chung: 6-15, 1-15 |
| Joanne Goode Donna Kellogg     | dubbelspel (v) | 5e        | 1ste ronde: vrij 2de ronde: W van CAN Cloutier/Hermitage: 15-4, 15-10 kwartfinale: V van CHN Qin/Gao: 2-15, 7-15 |
|                                |                |           | |
| Chris Hunt Donna Kellogg       | dubbelspel (g) | 17e       | 1ste ronde: V van INA Suprianto/Resiana: 10-15, 1-15 |
| Joanne Goode Simon Archer      | dubbelspel (g) | Brons     | 1ste ronde: W van CAN Hermitage/Olynyk: 15-9, 15-9 2de ronde: W van DEN Holst-Christensen/Jorgensen: 15-17, 15-11, 15-7 kwartfinale: W van NED Bruil/van den Heuvel: 15-12, 15-12 halve finale: V van INA Kusharyanto/Timur: 15-2, 15-17, 11-15 bronzen finale: W van DEN Sogaard/Olsen: 15-4, 12-15, 17-14 |

### Boksen
| Olympiër        | Discipline | Resultaat | Prestatie |
| --------------- | ---------- | --------- | --- |
| Courtney Fry    | -81kg (m)  | 17e       | 1ste ronde: V van GHA Adamu: 3-16 |
| Audley Harrison | +91kg (m)  | Goud      | 1ste ronde: vrij 2de ronde: W van RUS Lezin: scheidsrechterlijke beslissing kwartfinale: W van UKR Mazikin: 19-9 halve finale: W van ITA Vidoz: 32-16 finale: W van KAZ Dildabekov: 30-16 |

### Boogschieten
| Olympiër           | Discipline      | Resultaat | Prestatie |
| ------------------ | --------------- | --------- | --- |
| Simon Needham      | individueel (m) | 17e       | plaatsingsronde: 9de met 641 punten 1ste ronde: W van NZL Uprichard: 160-155 2de ronde: V van CUB Arias: 164-164 (7-9)                                      |
|                    |                 |           | |
| Vladlena Priestman | individueel (v) | 17e       | plaatsingsronde: 46ste met 618 punten 1ste ronde: V van GER Pfohl: 155-159                                                                                  |
| Alison Williamson  | individueel (v) | 9e        | plaatsingsronde: 20ste met 635 punten 1ste ronde: W van SWE Nordlander: 156-145 2de ronde: W van TUR Altinkaynak: 157-154 3de ronde: V van KOR Yun: 164-173 |

### Gewichtheffen
| Olympiër   | Discipline | Resultaat | Prestatie                    |
| ---------- | ---------- | --------- | ---------------------------- |
| Tommy Yule | -105kg (m) | DNF       | trekken: geen geldige poging |

### Gymnastiek
| Olympiër                                                                        | Discipline               | Resultaat  | Prestatie                                                             |
| Trampoline                                                                      | Trampoline               | Trampoline | Trampoline                                                            |
| ------------------------------------------------------------------------------- | ------------------------ | ---------- | --------------------------------------------------------------------- |
| Lee Brearley                                                                    | mannen                   | 6e         | kwalificatie: 5de met 66,20 punten finale: 6de met 37,90 punten       |
|                                                                                 |                          |            |                                                                       |
| Jaime Moore                                                                     | vrouwen                  | 12e        | kwalificatie: 12de met 59,90 punten                                   |
| Turnen                                                                          |                          |            |                                                                       |
| Craig Heap                                                                      | individuele meerkamp (m) | 41e        | kwalificatie: 41ste met 54,511 punten                                 |
|                                                                                 |                          |            |                                                                       |
| Lisa Mason                                                                      | individuele meerkamp (v) | 23e        | kwalificatie: 22ste met 37,850 punten finale: 23ste met 37,167 punten |
| Annika Reeder                                                                   | individuele meerkamp (v) | 34e        | kwalificatie: 27ste met 37,368 punten finale: 34ste met 16,536 punten |
| Emma Williams                                                                   | individuele meerkamp (v) | 31e        | kwalificatie: 38ste met 36,961 punten finale: 36ste met 36,443 punten |
| Kelly Hackman Lisa Mason Sharna Murray Annika Reeder Paula Thomas Emma Williams | meerkamp team (v)        | 10e        | kwalificatie: 10de met 149,483 punten                                 |

### Hockey

#### Mannen
| Olympiër | Discipline | Resultaat | Prestatie |
| --- | ---------- | --------- | --- |
| Simon Mason David Luckes Jon Wyatt Julian Halls Tom Bertram Craig Parnham Guy Fordham Ben Sharpe Mark Pearn Jimmy Wallis Brett Garrard Bill Waugh Danny Hall Mike Johnson Calum Giles David Hacker | mannen     | 6e        | groep A: 4de V van Nederland: 2-4 V van Pakistan: 1-8 G van Maleisië: 2-2 G van Canada: 1-1 W van Duitsland: 2-1 5-8ste plek: W van India: 2-1 5-6de plek: V van Duitsland: 0-4 |

| Groep A |                  |             |             |             |             |            |            |            |        |
| #       | Land             | Wedstrijden | Wedstrijden | Wedstrijden | Wedstrijden | Doelpunten | Doelpunten | Doelpunten | Punten |
| #       | Land             | G           | W           | G           | V           | V          | T          | Saldo      | Punten |
| 1       | Pakistan         | 5           | 2           | 3           | 0           | 15         | 6          | +9         | 9      |
| 2       | Nederland        | 5           | 2           | 2           | 1           | 11         | 8          | +3         | 8      |
| 3       | Duitsland        | 5           | 2           | 2           | 1           | 7          | 6          | +1         | 8      |
| 4       | Groot-Brittannië | 5           | 1           | 2           | 2           | 8          | 16         | -8         | 5      |
| 5       | Maleisië         | 5           | 0           | 4           | 1           | 5          | 6          | -1         | 4      |
| 6       | Canada           | 5           | 0           | 3           | 2           | 7          | 11         | -4         | 3      |

| Ronde        | Datum  | Plaats           | Land | Score            | Land |
| ------------ | ------ | ---------------- | ---- | ---------------- | ---- |
| Groepsfase   |        |                  |      |                  |      |
| 16 september | Sydney | Nederland        | 4-2  | Groot-Brittannië |      |
| 18 september | Sydney | Groot-Brittannië | 1-8  | Pakistan         |      |
| 20 september | Sydney | Maleisië         | 2-2  | Groot-Brittannië |      |
| 24 september | Sydney | Groot-Brittannië | 1-1  | Canada           |      |
| 26 september | Sydney | Duitsland        | 1-2  | Groot-Brittannië |      |
| 5-8ste plek  |        |                  |      |                  |      |
| 28 september | Sydney | Groot-Brittannië | 2-1  | India            |      |
| 5-6de plek   |        |                  |      |                  |      |
| 30 september | Sydney | Groot-Brittannië | 0-4  | Duitsland        |      |

#### Vrouwen
| Olympiër | Discipline | Resultaat | Prestatie |
| --- | ---------- | --------- | --- |
| Carolyn Reid Hilary Rose Kirsty Bowden Jane Smith Mel Clewlow Tina Cullen Kath Johnson Lucilla Wright Jane Sixsmith Rhona Simpson Denise Marston-Smith Helen Richardson Fiona Greenham Pauline Robertson Kate Walsh Mandy Nichols | vrouwen    | 8e        | groep A: 4de V van Australië: 1-2 V van Argentinië: 0-1 G van Zuid-Korea: 2-2 W van Spanje: 2-0 7-10de plek: W van Zuid-Afrika: 3-2 7-8ste plek: V van Duitsland: 0-2 |

| Groep A |                  |             |             |             |             |            |            |            |        |
| #       | Land             | Wedstrijden | Wedstrijden | Wedstrijden | Wedstrijden | Doelpunten | Doelpunten | Doelpunten | Punten |
| #       | Land             | G           | W           | G           | V           | V          | T          | Saldo      | Punten |
| 1       | Australië        | 4           | 3           | 1           | 0           | 9          | 3          | +6         | 10     |
| 2       | Argentinië       | 4           | 2           | 0           | 2           | 5          | 6          | -1         | 6      |
| 3       | Spanje           | 4           | 1           | 2           | 1           | 2          | 3          | -1         | 5      |
| 4       | Groot-Brittannië | 4           | 1           | 1           | 2           | 5          | 5          | 0          | 4      |
| 5       | Zuid-Korea       | 4           | 0           | 2           | 2           | 4          | 8          | -4         | 2      |

| Ronde        | Datum  | Plaats           | Land | Score            | Land |
| ------------ | ------ | ---------------- | ---- | ---------------- | ---- |
| Groepsfase   |        |                  |      |                  |      |
| 17 september | Sydney | Australië        | 2-1  | Groot-Brittannië |      |
| 18 september | Sydney | Groot-Brittannië | 0-1  | Argentinië       |      |
| 20 september | Sydney | Zuid-Korea       | 2-2  | Groot-Brittannië |      |
| 22 september | Sydney | Groot-Brittannië | 2-0  | Spanje           |      |
| 7-10de plek  |        |                  |      |                  |      |
| 25 september | Sydney | Groot-Brittannië | 3-2  | Zuid-Afrika      |      |
| 7-8ste plek  |        |                  |      |                  |      |
| 27 september | Sydney | Groot-Brittannië | 0-2  | Duitsland        |      |

### Judo
| Olympiër         | Discipline | Resultaat | Prestatie |
| ---------------- | ---------- | --------- | --- |
| John Buchanan    | -60kg (m)  | 21e       | 1ste ronde: vrij 2de ronde: V van ESP Penas: waza-ari |
| David Somerville | -66kg (m)  | 13e       | 1ste ronde: vrij 2de ronde: W van ESA Moreno: ippon 3de ronde: V van FRA Benboudaoud: yuko herkansingen: V van KOR Han: ippon                                   |
| Graeme Randall   | -81kg (m)  | 17e       | 1ste ronde: vrij 2de ronde: W van TUN arous: ippon 3de ronde: V van IRI Sarikhani: waza-ari                                                                     |
|                  |            |           | |
| Victoria Dunn    | -48kg (v)  | 9e        | 1ste ronde: W van KGZ Kuligina: yuko 2de ronde: W van RUS Bruletova: ippon herkansingen: V van CUB Savon: waza-ari                                              |
| Deborah Allan    | -52kg (v)  | 21e       | 1ste ronde: V van ESP Leon |
| Cheryle Peel     | -57kg (v)  | 17e       | 1ste ronde: vrij 2de ronde: V van JPN Kusakabe: waza-ari |
| Karen Roberts    | -63kg (v)  | 7e        | 1ste ronde: vrij 2de ronde: W van CUB Rodriguez: koka kwartfinale: V van GER von Rekowski herkansingen: V van TUN Dhahri: ippon                                 |
| Kate Howey       | -70kg (v)  | Zilver    | 1ste ronde: vrij 2de ronde: W van ARG Krukower: waza-ari kwartfinale: W van NED Bosch halve finale: W van ESP Martin: ippon finale: V van CUB Veranes: waza-ari |
| Chloe Cowen      | -78kg (v)  | 17e       | 1ste ronde: W van FIJ Tuifagalele: waza-ari 2de ronde: V van ROU Richter: ippon                                                                                 |
| Karina Bryant    | +78kg (v)  | 17e       | 1ste ronde: W van SEN Diop: ippon 2de ronde: V van FRA Cicot: yuko                                                                                              |

### Kanovaren
| Olympiër                         | Discipline    | Resultaat | Prestatie                                                                        |
| Slalom                           | Slalom        | Slalom    | Slalom                                                                           |
| -------------------------------- | ------------- | --------- | -------------------------------------------------------------------------------- |
| Stuart McIntosh                  | C-1 (m)       | 8e        | voorronde: 10de met 274,39 finale: 8ste met 243,61                               |
| Stuart Bowman Nick Smith         | C-2 (m)       | 4e        | voorronde: 4de met 280,60 finale: 4de met 249,93                                 |
| Paul Ratcliffe                   | K-1 (m)       | Zilver    | voorronde: 3de met 253,69 finale: 2de met 223,71                                 |
|                                  |               |           |                                                                                  |
| Laura Blakeman                   | K-1 (v)       | 12e       | voorronde: 13de met 311,47 finale: 12de met 273,71                               |
| Sprint                           |               |           |                                                                                  |
| Andrew Train Stephen Train       | C-2 500m (m)  | 15e       | serie 2: 5de in 1.46,986 halve finale: 9de in 1.49,931                           |
| Andrew Train Stephen Train       | C-2 1000m (m) | 10e       | serie 1: 4de in 3.39,599 halve finale: 4de in 3.45,624                           |
| Ian Wynne                        | K-1 500m (m)  | 12e       | serie 1: 2de in 1.42,779 halve finale 3: 4de in 1.41,485                         |
| Ian Wynne                        | K-1 1000m (m) | Brons     | serie 3: 3de in 3.36,903 halve finale 1: 2de in 3.37,425 finale: 3de in 3.35,057 |
| Paul Darby-Dowman Ross Sabberton | K-2 500m (m)  | 13e       | serie 1: 3de in 1.32,782 halve finale 1: 7de in 1.33,173                         |
| Paul Darby-Dowman Ross Sabberton | K-2 1000m (m) | 11e       | serie 1: 4de in 3.19,392 halve finale: 5de in 3.19,826                           |
|                                  |               |           |                                                                                  |
| Ian Wynne                        | K-1 500m (v)  | 15e       | serie 1: 8ste in 1.59,190 halve finale: 9de in 1.59,664                          |

### Moderne vijfkamp
| Olympiër     | Discipline | Resultaat | Prestatie   |
| ------------ | ---------- | --------- | ----------- |
| Kate Allenby | vrouwen    | Brons     | 5273 punten |
| Steph Cook   | vrouwen    | Goud      | 5318 punten |

### Paardensport
| Olympiër                                                     | Discipline  | Resultaat | Prestatie                                                                                         |
| Dressuur                                                     | Dressuur    | Dressuur  | Dressuur                                                                                          |
| ------------------------------------------------------------ | ----------- | --------- | ------------------------------------------------------------------------------------------------- |
| Richard Davison                                              | individueel | 35e       | 1ste ronde: 35ste met 64,08%                                                                      |
| Emile Faurie                                                 | individueel | 20e       | 1ste ronde: 18de met 66,96% 2de ronde: 22ste met 65,58%                                           |
| Carl Hester                                                  | individueel | 31e       | 1ste ronde: 31ste met 64,88%                                                                      |
| Kirsty Mepham                                                | individueel | 41e       | 1ste ronde: 41ste met 62,80%                                                                      |
| Richard Davison Emile Faurie Carl Hester Kirsty Mepham       | team        | 8e        | 4898 punten                                                                                       |
| Eventing                                                     |             |           |                                                                                                   |
| Ian Stark                                                    | individueel | 10e       | 56,00 strafpunten                                                                                 |
| Karen Straker-Dixon                                          | individueel | 11e       | 60,40 strafpunten                                                                                 |
| Mary Thomson-King                                            | individueel | 7e        | 52,00 strafpunten                                                                                 |
| Jeanette Brakewell Pippa Funnell Leslie Law Ian Stark        | team        | Zilver    | 161,00 strafpunten                                                                                |
| Springconcours                                               |             |           |                                                                                                   |
| Geoff Billington                                             | individueel | 24e       | kwalificatie: 40ste met 31,00 strafpunten finale: 24ste met 24 strafpunten                        |
| Carl Edwards                                                 | individueel | 53e       | kwalificatie: 53ste met 47,25 strafpunten                                                         |
| John Whitaker                                                | individueel | DNF       | kwalificatie: 33ste met 28,75 strafpunten                                                         |
| Michael Whitaker                                             | individueel | DNF       | kwalificatie: 29ste met 25,75 strafpunten                                                         |
| Geoff Billington Carl Edwards John Whitaker Michael Whitaker | team        | 8e        | 1ste ronde: 9de met 20,25 strafpunten 2de ronde: 6de met 20 strafpunten totaal: 40,25 strafpunten |

### Roeien
| Olympiër | Discipline             | Resultaat | Prestatie |
| --- | ---------------------- | --------- | --- |
| Matthew Wells | skiff (m)              | 9e        | serie 1: 2de in 7.07,76 herkansingen: 2de in 7.08,19 halve finale 1: 5de in 7.09,68 finale B: 3de in 7.00,22  |
| Tom Kay Tom Middleton | lichte dubbel-twee (m) | 14e       | serie 3: 4de in 6.41,75 herkansingen: 3de in 6.43,25 finale C: 2de in 6.32,67                                 |
| Ed Coode Greg Searle | twee-zonder (m)        | 4e        | serie 3: 1ste in 6.42,45 halve finale 1: 2de in 6.31,08 finale: 4de in 6.34,38                                |
| James Cracknell Tim Foster Matthew Pinsent Steve Redgrave                                                                    | vier-zonder (m)        | Goud      | serie 1: 1ste in 6.01,58 halve finale 1: 1ste in 6.02,28 finale: 1ste in 5.56,24                              |
| Louis Attrill Simon Dennis Luka Grubor Ben Hunt-Davis Andrew Lindsay Fred Scarlett Steve Trapmore Kieran West Rowley Douglas | acht (m)               | Goud      | serie 2: 2de in 5.34,47 herkansingen: 1ste in 5.38,59 finale: 1ste in 5.33,08                                 |
| |                        |           | |
| Alison Mowbray | skiff (v)              | 10e       | serie 2: 3de in 7.46,73 herkansingen: 1ste in 7.51,33 halve finale 2: 6de in 7.52,28 finale B: 4de in 7.35,26 |
| Frances Houghton Sarah Winckless                                                                                             | dubbel-twee (v)        | 9e        | serie 1: 5de in 7.24,07 herkansingen: 3de in 7.14,03 finale B: 3de in 7.07,62                                 |
| Dot Blackie Cath Bishop | twee-zonder (v)        | 9e        | serie 2: 5de in 7.40,73 herkansingen: 4de in 7.36,53 finale B: 3de in 7.26,95                                 |
| Guin Batten Miriam Batten Katherine Grainger Gillian Lindsay                                                                 | dubbel-vier (v)        | Zilver    | serie 1: 2de in 6.35,09 herkansingen: 1ste in 6.30,96 finale: 2de in 6.21,64                                  |
| Alex Beever Rowan Carroll Lisa Eyre Elise Laverick Kate Mackenzie Ali Sanders Alison Trickey Francesca Zino Charlotte Miller | acht (v)               | 7e        | serie 1: 4de in 6.19,49 herkansingen: 5de in 6.23,46                                                          |

### Schermen
| Olympiër       | Discipline | Resultaat | Prestatie                                                                                                  |
| -------------- | ---------- | --------- | --- |
| James Beevers  | floret (m) | 17e       | 1ste ronde: W van BRA Martins: 15-7 2de ronde: V van UKR Holubytskiy: 1-15                                 |
| James Williams | sabel (m)  | 9e        | 1ste ronde: W van ARG Drajer: 15-13 2de ronde: W van HUN Nemcsik: 15-10 3de ronde: V van RUS Frossin: 8-15 |
|                |            |           | |
| Eloise Smith   | floret (v) | 17e       | 1ste ronde: W van AUS Halls: 15-7 2de ronde: V van ITA Trillini: 2-15                                      |

### Schietsport
| Olympiër       | Discipline             | Resultaat | Prestatie                                                               |
| -------------- | ---------------------- | --------- | ----------------------------------------------------------------------- |
| Michael Babb   | 50m geweer liggend (m) | 16e       | kwalificatie: 25ste met 592 punten (98-99-99-98-99-99)                  |
| John Davison   | skeet (m)              | 19e       | kwalificatie: 19de met 120 punten (72-48)                               |
| Drew Harvey    | skeet (m)              | 39e       | kwalificatie: 39ste met 116 punten (68-48)                              |
| Peter Boden    | trap (m)               | 26e       | kwalificatie: 26ste met 108 punten (63-45)                              |
| Ian Peel       | trap (m)               | Zilver    | kwalificatie: 2de met 118 punten (70-48) finale: 2de met 142 punten     |
| Richard Faulds | dubbeltrap (m)         | Goud      | kwalificatie: 4de met 141 punten (48-48-45) finale: 1ste met 187 punten |

### Schoonspringen
| Olympiër                     | Discipline              | Resultaat | Prestatie                                                                                             |
| ---------------------------- | ----------------------- | --------- | --- |
| Tony Ally                    | 3m plank (m)            | 12e       | voorronde: 10de met 393,36 punten halve finale: 12de met 599,61 punten finale: 12de met 583,80 punten |
| Mark Shipman                 | 3m plank (m)            | 46e       | voorronde: 46ste met 285,90 punten                                                                    |
| Leon Taylor                  | 10m toren (m)           | 13e       | voorronde: 16de met 399,90 punten halve finale: 13de met 585,81 punten                                |
| Mark Shipman                 | 10m toren (m)           | 33e       | voorronde: 33ste met 317,31 punten                                                                    |
| Tony Ally Mark Shipman       | 3m plank synchroon (m)  | 7e        | 296,64 punten                                                                                         |
| Leon Taylor Peter Waterfield | 10m toren synchroon (m) | 4e        | 335,34 punten                                                                                         |
|                              |                         |           | |
| Jane Smith                   | 3m plank (v)            | 16e       | voorronde: 14de met 269,22 punten halve finale: 16de met 477,12 punten                                |
| Karen Smith                  | 3m plank (v)            | 31e       | voorronde: 31ste met 224,58 punten                                                                    |
| Sally Freeman                | 10m toren (v)           | 25e       | voorronde: 25ste met 256,17 punten                                                                    |
| Lesley Ward                  | 10m toren (v)           | 28e       | voorronde: 28ste met 238,65 punten                                                                    |

### Taekwondo
| Olympiër        | Discipline | Resultaat | Prestatie |
| --------------- | ---------- | --------- | --- |
| Colin Daley     | +80kg (m)  | 5e        | 1ste ronde: vrij 2de ronde: V van AUS Trenton: 4-8 herkansingen: W van SWE Thoren: 9-2 herkansingen: V van FRA Gentil: 0-3                                                    |
|                 |            |           | |
| Sarah Stevenson | -67kg (v)  | 4e        | 1ste ronde: W van MEX; 8-4 kwartfinale: W van CHN He: 6-5 halve finale: V van NOR Gundersen: 2-2 herkansingen: W van FIN Koskinen: 7-4 bronzen finale: V van JPN Okamoto: 5-6 |

### Tafeltennis
| Olympiër     | Discipline    | Resultaat | Prestatie                                                   |
| ------------ | ------------- | --------- | ----------------------------------------------------------- |
| Matthew Syed | enkelspel (m) | 33e       | groep O: 2de V van GER Franz: 0-3 W van MRI Sahajasein: 3-0 |

### Tennis
| Olympiër                     | Discipline     | Resultaat | Prestatie                                           |
| ---------------------------- | -------------- | --------- | --------------------------------------------------- |
| Barry Cowan                  | enkelspel (m)  | 33e       | 1ste ronde: V van CAN Nestor: 7-5, 1-6, 4-6         |
| Tim Henman                   | enkelspel (m)  | 33e       | 1ste ronde: V van SVK Kučera: 3-6, 2-6              |
| Greg Rusedski                | enkelspel (m)  | 33e       | 1ste ronde: V van FRA Clément: 2-6, 3-6             |
| Barry Cowan Kyle Spencer     | dubbelspel (m) | 17e       | 1ste ronde: V van RUS Kafelnikov/Safin: 6-7(2), 4-6 |
|                              |                |           |                                                     |
| Julie Pullin Lorna Woodroffe | dubbelspel (v) | 17e       | 1ste ronde: V van NED Boogert/Oremans: 2-6, 1-6     |

### Triatlon
| Olympiër            | Discipline | Resultaat | Prestatie      |
| ------------------- | ---------- | --------- | -------------- |
| Tim Don             | mannen     | 10e       | 1:49.28,85     |
| Andrew Johns        | mannen     | DNF       | niet gefinisht |
| Simon Lessing       | mannen     | 9e        | 1:49.24,31     |
|                     |            |           |                |
| Sian Brice          | vrouwen    | DNF       | niet gefinisht |
| Michelle Dillon     | vrouwen    | DNF       | niet gefinisht |
| Stephanie Forrester | vrouwen    | 15e       | 2:03.56,11     |

### Wielersport
| Olympiër                                              | Discipline                    | Resultaat | Prestatie |
| Baan                                                  | Baan                          | Baan      | Baan |
| ----------------------------------------------------- | ----------------------------- | --------- | --- |
| Craig MacLean                                         | sprint (m)                    | 8e        | kwalificatie: 7de in 10,459 1ste ronde: V van ESP Villaneuva herkansingen: W van JPN Ota: 10,951 2de ronde: V van FRA Gané herkansingen: 1ste in 11,108 kwartfinale: V van USA Nothstein: 0-2 5-8ste plek: 4de |
| Rob Hayles                                            | individuele achtervolging (m) | 4e        | kwalificatie: 2de in 4.20,996 1ste ronde: V van GER Lehmann: 4.30,080 bronzen finale: V van AUS McGee: 4.19,613                                                                                                |
| Chris Hoy                                             | keirin (m)                    | DNF       | 1ste ronde: 4de 2de ronde: niet gefinisht |
| Jason Queally                                         | tijdrit (m)                   | Goud      | 1.01,609 (OR) |
| Jonny Clay                                            | puntenkoers (m)               | 13e       | 10 punten |
| Rob Hayles Bradley Wiggins                            | ploegkoers (m)                | 4e        | 13 punten |
| Chris Hoy Craig MacLean Jason Queally                 | teamsprint (m)                | Zilver    | kwalificatie: 2de in 44,659 1ste ronde: W van Slowakije: 44,659 finale: V van Frankrijk: 46,680 |
| Paul Manning Chris Newton Bryan Steel Bradley Wiggins | ploegenachtervolging (m)      | Brons     | kwalificatie: 1ste in 4.04,030 (OR) 1ste ronde: W van Rusland: 4.03,359 halve finale: V van Oekraïne: 4.02,387 bronzen finale: W van Frankrijk: 4.01,979                                                       |
|                                                       |                               |           | |
| Yvonne McGregor                                       | individuele achtervolging (v) | Brons     | kwalificatie: 3de in 3.35,492 1ste ronde: V van FRA Clignet: 3.38,409 bronzen finale: W van NZL Ulmer: 3.38,850                                                                                                |
| Emma Davies                                           | puntenkoers (v)               | 14e       | 0 punten |
| Mountainbike                                          |                               |           | |
| Oli Beckingsale                                       | mannen                        | 23e       | 2:18.17,01 |
| Nick Craig                                            | mannen                        | 25e       | 2:20.00,27 |
|                                                       |                               |           | |
| Caroline Alexander                                    | vrouwen                       | 12e       | 1:56.50,62 |
| Louise Robinson                                       | vrouwen                       | 15e       | 1:59.23,27 |
| Weg                                                   |                               |           | |
| Chris Boardman                                        | tijdrit (m)                   | 11e       | 59.32 |
| David Millar                                          | tijdrit (m)                   | 16e       | 1:00.17 |
| Nick Craig                                            | wegwedstrijd (m)              | DNF       | niet gefinisht |
| Rob Hayles                                            | wegwedstrijd (m)              | DNF       | niet gefinisht |
| Jeremy Hunt                                           | wegwedstrijd (m)              | DNF       | niet gefinisht |
| Max Sciandri                                          | wegwedstrijd (m)              | 35e       | 5:30.46 |
| John Tanner                                           | wegwedstrijd (m)              | 38e       | 5:30.46 |
|                                                       |                               |           | |
| Ceris Gilfillan                                       | tijdrit (v)                   | 14e       | 44.29 |
| Yvonne McGregor                                       | tijdrit (v)                   | 17e       | 44.37 |
| Ceris Gilfillan                                       | wegwedstrijd (v)              | 27e       | 3:06.37 |
| Ceris Gilfillan                                       | wegwedstrijd (v)              | 24e       | 3:06.31 |
| Sara Symington                                        | wegwedstrijd (v)              | 10e       | 3:06.31 |

### Zeilen
| Olympiër                                      | Discipline           | Resultaat | Prestatie                                      |
| --------------------------------------------- | -------------------- | --------- | ---------------------------------------------- |
| Nick Dempsey                                  | mistral 1 design (m) | 16e       | 125 punten: (37-15-2-28-19-27-23-9-19-2-9)     |
| Iain Percy                                    | finn klasse (m)      | Goud      | 35 punten: (2-1-9-2-5-8-1-6-1-14-26)           |
| Joe Glanfield Nick Rogers                     | 470 (m)              | 4e        | 58 punten: (4-3-17-1-8-18-19-6-6-6-7)          |
|                                               |                      |           |                                                |
| Christine Johnston                            | mistral 1 design (v) | 18e       | 146 punten: (25-9-26-17-2-18-19-24-19-26-13)   |
| Shirley Robertson                             | europe klasse (v)    | Goud      | 37 punten: (4-3-1-6-1-13-8-9-2-16-3)           |
|                                               |                      |           |                                                |
| Ben Ainslie                                   | laser klasse         | Goud      | 42 punten: (22-1-1-3-4-4-10-11-4-4-36)         |
| Ian Barker Simon Hiscocks                     | 49er klasse          | Zilver    | 60 punten: (13-5-6-10-6-2-4-2-9-5-4-4-5-4-1-3) |
| Adam May Hugh Styles                          | tornado klasse       | 6e        | 53 punten: (2-5-3-10-7-6-OCS-DSQ-10-7-3)       |
| Mark Covell Ian Walker                        | star klasse          | Zilver    | 35 punten: (1-9-11-7-2-3-2-1-7-9-3)            |
| Andy Beadsworth Barry Parkin Richard Sydenham | soling klasse        | 6e        |                                                |

### Zwemmen
| Olympiër                                                              | Discipline            | Resultaat | Prestatie                                                                     |
| --------------------------------------------------------------------- | --------------------- | --------- | ----------------------------------------------------------------------------- |
| Mark Foster                                                           | 50m vrije slag (m)    | 7e        | serie 8: 5de in 22,65 halve finale 1: 3de in 22,32 finale: 7de in 22,41       |
| Paul Palmer                                                           | 200m vrije slag (m)   | 5e        | serie 5: 4de in 1.49,83 halve finale 2: 5de in 1.48,79 finale: 5de in 1.47,95 |
| James Salter                                                          | 200m vrije slag (m)   | 6e        | serie 5: 2de in 1.48,77 halve finale 1: 3de in 1.48,64 finale: 6de in 1.48,74 |
| Paul Palmer                                                           | 400m vrije slag (m)   | 10e       | serie 4: 3de in 3.51,06                                                       |
| James Salter                                                          | 400m vrije slag (m)   | 13e       | serie 5: 5de in 3.52,01                                                       |
| Adam Faulkner                                                         | 1500m vrije slag (m)  | 29e       | serie 5: 8ste in 15.39,86                                                     |
| Paul Palmer                                                           | 1500m vrije slag (m)  | 17e       | serie 6: 7de in 15.21,09                                                      |
| Adam Ruckwood                                                         | 100m rugslag (m)      | 16e       | serie 7: 6de in 56,19 halve finale 1: 8ste in 56,34                           |
| Simon Militis                                                         | 200m rugslag (m)      | 19e       | serie 6: 6de in 2.01,20                                                       |
| Adam Ruckwood                                                         | 200m rugslag (m)      | 18e       | serie 6: 5de in 2.01,11                                                       |
| Darren Mew                                                            | 100m schoolslag (m)   | 15e       | serie 8: 5de in 1.02,42 halve finale 2: 7de in 1.01,98                        |
| Adam Whitehead                                                        | 100m schoolslag (m)   | 23e       | serie 7: 6de in 1.02,91                                                       |
| Adam Whitehead                                                        | 200m schoolslag (m)   | 24e       | serie 6: 7de in 2.17,16                                                       |
| James Hickman                                                         | 100m vlinderslag (m)  | 13e       | serie 6: 5de in 53,48 halve finale 1: 6de in 53,55                            |
| James Hickman                                                         | 200m vlinderslag (m)  | 10e       | serie 6: 3de in 1.57,88 halve finale 1: 5de in 1.57,84                        |
| Steve Parry                                                           | 200m vlinderslag (m)  | 6e        | serie 6: 4de in 1.58,00 halve finale 1: 3de in 1.57,23 finale: 6de in 1.57,01 |
| Simon Militis                                                         | 400m wisselslag (m)   | 24e       | serie 4: 7de in 4.24,38                                                       |
| Paul Belk Sion Brinn Anthony Howard Mark Stevens                      | 4x100m vrije slag (m) | 9e        | serie 3: 3de in 3.20,45                                                       |
| Andrew Clayton Paul Palmer James Salter Edward Sinclair Marc Spackman | 4x200m vrije slag (m) | 5e        | serie 2: 4de in 7.20,69 finale: 5de in 7.12,98                                |
| Sion Brinn [[[James Hickman]] Darren Mew Neil Willey                  | 4x100m wisselslag (m) | 8e        | serie 3: 3de in 3.38,60 finale: 8ste in 3.40,19                               |
|                                                                       |                       |           |                                                                               |
| Sue Rolph                                                             | 50m vrije slag (v)    | 20e       | serie 8: 6de in 26,00                                                         |
| Alison Sheppard                                                       | 50m vrije slag (v)    | 7e        | serie 8: 2de in 25,53 halve finale 2: 3de in 25,32 finale: 7de in 25,45       |
| Karen Pickering                                                       | 100m vrije slag (v)   | 10e       | serie 5: 4de in 56,08 halve finale 2: 5de in 55,71                            |
| Sue Rolph                                                             | 100m vrije slag (v)   | 9e        | serie 6: 3de in 55,77 halve finale 1: 5de in 55,69                            |
| Karen Legg                                                            | 200m vrije slag (v)   | DNS       | serie 6: niet gestart                                                         |
| Karen Pickering                                                       | 200m vrije slag (v)   | 18e       | serie 4: 7de in 2.01,42                                                       |
| Rebecca Cooke                                                         | 800m vrije slag (v)   | 15e       | serie 2: 4de in 8.43,22                                                       |
| Sarah Price                                                           | 100m rugslag (v)      | 21e       | serie 4: 7de in 1.03,22                                                       |
| Katy Sexton                                                           | 100m rugslag (v)      | 10e       | serie 5: 3de in 1.02,67 halve finale 2: 6de in 1.02,35                        |
| Helen Don-Duncan                                                      | 200m rugslag (v)      | 15e       | serie 4: 4de in 2.14,18 halve finale 1: 8ste in 2.14,97                       |
| Jo Fargus                                                             | 200m rugslag (v)      | 9e        | serie 4: 3de in 2.12,99 halve finale 2: 6de in 2.13,57                        |
| Heidi Earp                                                            | 100m schoolslag (v)   | 20e       | serie 5: 7de in 1.10,56                                                       |
| Jaime King                                                            | 200m schoolslag (v)   | 23e       | serie 3: 7de in 2.33,10                                                       |
| Margaretha Pedder                                                     | 100m vlinderslag (v)  | 30e       | serie 4: 7de in 1.01,53                                                       |
| Georgina Lee                                                          | 200m vlinderslag (v)  | 10e       | serie 3: 4de in 2.11,09 halve finale 2: 5de in 2.10,33 (NR)                   |
| Margaretha Pedder                                                     | 200m vlinderslag (v)  | 11e       | serie 4: 5de in 2.11,59 halve finale 2: 6de in 2.10,49                        |
| Kathryn Evans                                                         | 200m wisselslag (v)   | 24e       | serie 5: 8ste in 2.19,41                                                      |
| Sue Rolph                                                             | 200m wisselslag (v)   | 12e       | serie 4: 4de in 2.16,43 halve finale 2: 6de in 2.15,98                        |
| Rosalind Brett Karen Pickering Sue Rolph Alison Sheppard              | 4x100m vrije slag (v) | 5e        | serie 1: 1ste in 3.42,47 finale: 5de in 3.40,54                               |
| Janine Belton Claire Huddart Nicola Jackson Karen Legg                | 4x200m vrije slag (v) | 6e        | serie 1: 4de in 8.07,41 finale: 6de in 8.03,69                                |
| Heidi Earp Karen Pickering Sue Rolph Katy Sexton                      | 4x100m wisselslag (v) | 7e        | serie 1: 2de in 4.07,52 finale: 7de in 4.07,61 (NR)                           |

Albanië · Algerije · Amerikaanse Maagdeneilanden · Amerikaans-Samoa · Andorra · Angola · Antigua en Barbuda · Argentinië · Armenië · Aruba · Australië · Azerbeidzjan · Bahama's · Bahrein · Bangladesh · Barbados · België · Belize · Benin · Bermuda · Bhutan · Bolivia · Bosnië en Herzegovina · Botswana · Brazilië · Britse Maagdeneilanden · Brunei · Bulgarije · Burkina Faso · Burundi · Cambodja · Canada · Centraal-Afrikaanse Republiek · Chili · China · Chinees Taipei · Colombia · Comoren · Congo-Brazzaville · Congo-Kinshasa · Cookeilanden · Costa Rica · Cuba · Cyprus · Denemarken · Djibouti · Dominica · Dominicaanse Republiek · Duitsland · Ecuador · Egypte · El Salvador · Equatoriaal-Guinea · Eritrea · Estland · Ethiopië · Fiji · Filipijnen · Finland · Frankrijk · Gabon · Gambia · Georgië · Ghana · Grenada · Griekenland · Groot-Brittannië · Guam · Guatemala · Guinee · Guinee‑Bissau · Guyana · Haïti · Honduras · Hongarije · Hongkong · Ierland · IJsland · India · Indonesië · Irak · Iran · Israël · Italië · Ivoorkust · Jamaica · Japan · Jemen · Joegoslavië · Jordanië · Kaaimaneilanden · Kaapverdië · Kameroen · Kazachstan · Kenia · Kirgizië · Koeweit · Kroatië · Laos · Lesotho · Letland · Libanon · Liberia · Libië · Liechtenstein · Litouwen · Luxemburg · Macedonië · Madagaskar · Malawi · Malediven · Maleisië · Mali · Malta · Marokko · Mauritanië · Mauritius · Mexico · Micronesië · Moldavië · Monaco · Mongolië · Mozambique · Myanmar · Namibië · Nauru · Nederland · Nederlandse Antillen · Nepal · Nicaragua · Nieuw-Zeeland · Niger · Nigeria · Noord-Korea · Noorwegen · Oeganda · Oekraïne · Oezbekistan · Oman · Oostenrijk · Pakistan · Palau · Palestina · Panama · Papoea-Nieuw-Guinea · Paraguay · Peru · Polen · Portugal · Puerto Rico · Qatar · Roemenië · Rusland · Rwanda · Saint Kitts en Nevis · Saint Lucia · Saint Vincent en Grenadines · Salomonseilanden · Samoa · San Marino ·  Sao Tomé en Principe · Saoedi-Arabië · Senegal · Seychellen · Sierra Leone · Singapore · Slovenië · Slowakije · Soedan · Somalië · Spanje · Sri Lanka · Suriname · Swaziland · Syrië · Tadzjikistan · Tanzania · Thailand · Togo · Tonga · Trinidad en Tobago · Tsjaad · Tsjechië · Tunesië · Turkije · Turkmenistan · Uruguay · Vanuatu · Venezuela · Verenigde Arabische Emiraten · Verenigde Staten · Vietnam · Wit-Rusland · Zambia · Zimbabwe · Zuid-Afrika · Zuid-Korea · Zweden · Zwitserland · Individuele olympische atleten